# Henry Martinet
Pour les articles homonymes, voir Martinet.
Henry Martinet, né le 9 février 1867 à Azay-le-Rideau et mort le 3 janvier 1936 dans le 8e arrondissement de Paris, est un architecte paysagiste français.
Il est, à partir de 1906, le fondateur d'Hendaye-Plage
Il est le père de Gilles Martinet, un des fondateurs du journal Le Nouvel Observateur et du Parti socialiste unifié (PSU) et ambassadeur de France en Italie de 1981 à 1984.

## Biographie

### Enfance, famille et formation
Henry Eugène Martinet naît le 9 février 1867 à Azay-le-Rideau du mariage d'Eugène Auguste, jardinier et intendant au château d'Azay-le-Rideau, et de Françoise Anne Lange, mariés à Tours le 27 septembre 1859. Il épouse, en premières noces, Berthe Louise Augustine Bourassé, dont il a un fils en 1894 prénommé Marcel Henry Auguste ; étudiant en droit à la déclaration de la Première Guerre mondiale, ce fils est « Mort pour la France » le 17 juin 1915,. Divorcé, Henry épouse, en secondes noces, Colette Marie Walwein, le 2 février 1914 dans le 16e arrondissement de Paris,, de ce mariage naît un fils, Gilles Martinet.
C'est avec son père qu'il apprend l'horticulture, la botanique et le goût pour l'agencement des parcs.
Il fait ses études à l'école nationale d'horticulture, de 1883 à 1886, d'où il sort avec son diplôme d'architecte paysagiste et avec la médaille de vermeil du ministère de l'agriculture. Dans le même temps, il suit des cours d'architecture mais décide de ne pas continuer.

### Carrière professionnelle
Henry Martinet voyage et découvre, en Angleterre, les cités fleuries qu'il trouve très intéressantes, et est très surpris par le tracé des voies qui ne se croisent pas à angle droit, et qui lui donneront des idées qu'il utilisera plus tard, à Hendaye.
Il commence sa carrière à Paris pour la Compagnie internationale des wagons-lits pour laquelle il réalise une cinquantaine d'hôtels avec leurs parcs.
Il est chargé de créer et d'enseigner le cours d'horticulture industrielle et commerciale à l'école nationale d'horticulture de Versailles.
Il est membre du conseil d'administration de la société nationale d'horticulture de France ; 1er vice-président du syndicat central des horticulteurs de France ; fondateur et président de la section parisienne de la société française d'horticulture de Londres ; membre honoraire ou correspondant de diverses sociétés horticoles françaises et étrangères ; membre du jury dans de nombreuses expositions, notamment aux expositions universelles de Gand en 1893, Lyon, Auvers, Saint-Petersbourg (1894), Amsterdam, Rouen, Bordeaux, Paris (1895), Genève, Dresde (1896), Bruxelles, Hambourg (1897) et Gand (1898).
Il représente la France, au travers de missions officielles pour le gouvernement français à l'étranger, comme à l'exposition internationale fruitière de Saint-Petersbourg de 1894 où il est commissaire général adjoint ou, toujours à Saint-Petersbourg, il est commissaire général du gouvernement français à l'exposition internationale d'horticulture de 1899.

#### À l'étranger
Henry Martinet travaille dans différents pays, comme la Bulgarie, à la demande du prince Ferdinand 1er où il reste plusieurs années afin d'améliorer les nombreuses propriétés du souverain, c'est d'ailleurs là qu'il tire une grande partie de sa fortune, au Japon où il participe fortement à la création du célèbre parc de Tokyo, le Shinjuku gyoen, en Belgique, en Autriche, à Monaco… chaque année, 500 ouvriers travaillent sur ses différents chantiers.

#### En France
Henry Martinet réalise de nombreux parcs et jardins de villes françaises, comme à Pau, à Valenciennes, à Biarritz, à Aix-les-Bains, à Hendaye, à Chatellerault, à Paris-Plage, à Gavarnie…,

#### Hendaye-plage

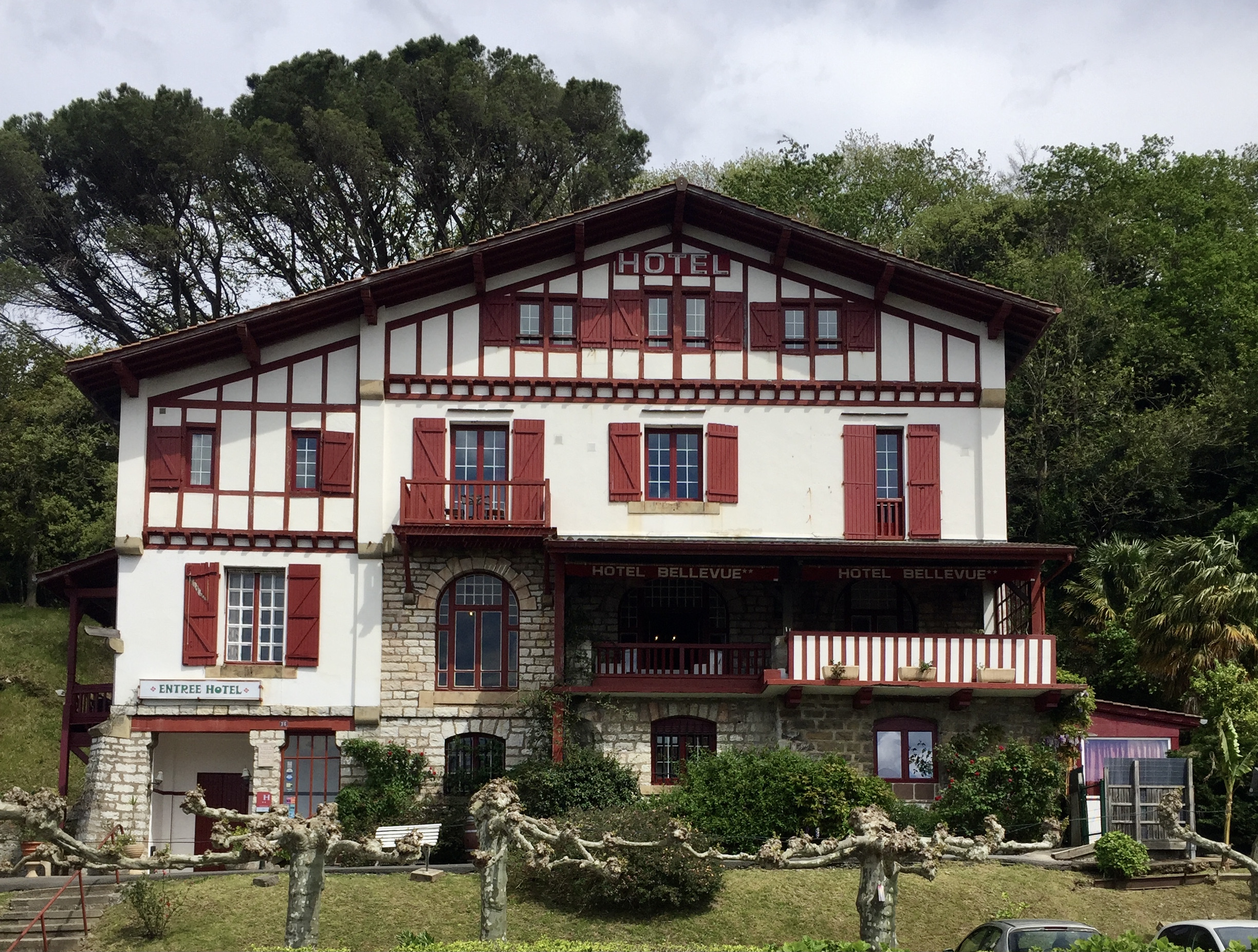
L'ancienne demeure d'Henry Martinet.

En 1906, Henry Martinet arrive à Hendaye avec la volonté de créer une station balnéaire, pour ce faire il rachète les parts détenues par la « Société Foncière d’Hendaye-Plage » et devient, ainsi, propriétaire de 410 ha de foncier ce qui représente la totalité d'Hendaye-Plage. Il mène son projet avec la collaboration de l'architecte Edmond Durandeau.
Henry Martinet dessine le plan des rues de la station, en leur donnant des noms de plantes et de fleurs, en s'inspirant des cités jardins anglais et de leurs rues sinueuses. Ensuite il réalise 410 parcelles d'environ 1 000 m2 qu'il met en vente. C'est Edmond Durandeau qui est appelé pour réaliser les plans des villas.
Il crée, en relation avec les chemins de fer du Midi, le petit train de la Rhune et le 16 janvier 1913, date de la convention passée entre le maire d'Hendaye et Henry Martinet, il devient concessionnaire de ligne de tramway entre la gare d'Hendaye et Hendaye-Plage.
Henry Martinet est l'architecte de la gare d'Hendaye-Plage, du golf, près de Haizabia (golf supprimé en 1934), du palace de 125 chambres et 75 salles de bain, l'Eskualduna, qui, ouvert seulement 3 mois d'été, s'avère être un gouffre financier et de l'hôtel de luxe Haizabia ou  Haïçabia (1928-1930), hôtel qui, à la sortie de la guerre, est racheté par la Société nationale des chemins de fer français (SNCF) pour en faire un orphelinat, puis en 1988, transformé, par le comité central d'entreprise (CCE) de la SNCF en maison familiale de vacances.
Le krach de 1929 affecte ses finances et l'oblige à déclarer faillite en 1932.
Il meurt, ruiné et désespéré, le 3 janvier 1936 en son domicile, au no 28 de la rue Washington dans le 8e arrondissement de Paris et est inhumé le 5 janvier 1936 au cimetière des Batignolles.

## Réalisations

### À l'étranger
- Bulgarie, amélioration des nombreuses propriétés du prince Ferdinand 1er[4] ;
- Tokyo, le Shinjuku gyoen[8].

### En France
- Gavarnie, l'hôtel du Grand Vignemale[7] ;
- Hendaye-Plage : 
  - 1906, création de la station balnéaire et du tramway[4],
  - L’Eskualduna, hôtel aujourd'hui transformé en résidence,
  - Sa maison d'habitation aujourd'hui transformé en hôtel.
- Paris-Plage : 
  - L'Atlantic Hôtel[ÉL 1],
  - L'Hermitage-Hôtel,
  - Le plan du « parc central », actuel jardin d'Ypres[ÉL 2].
- Pau, le parc Beaumont[4] ;
- Urrugne, l'ancien hôtel Haizabia ;
- Valenciennes, le jardin de la Rhonelle[9].

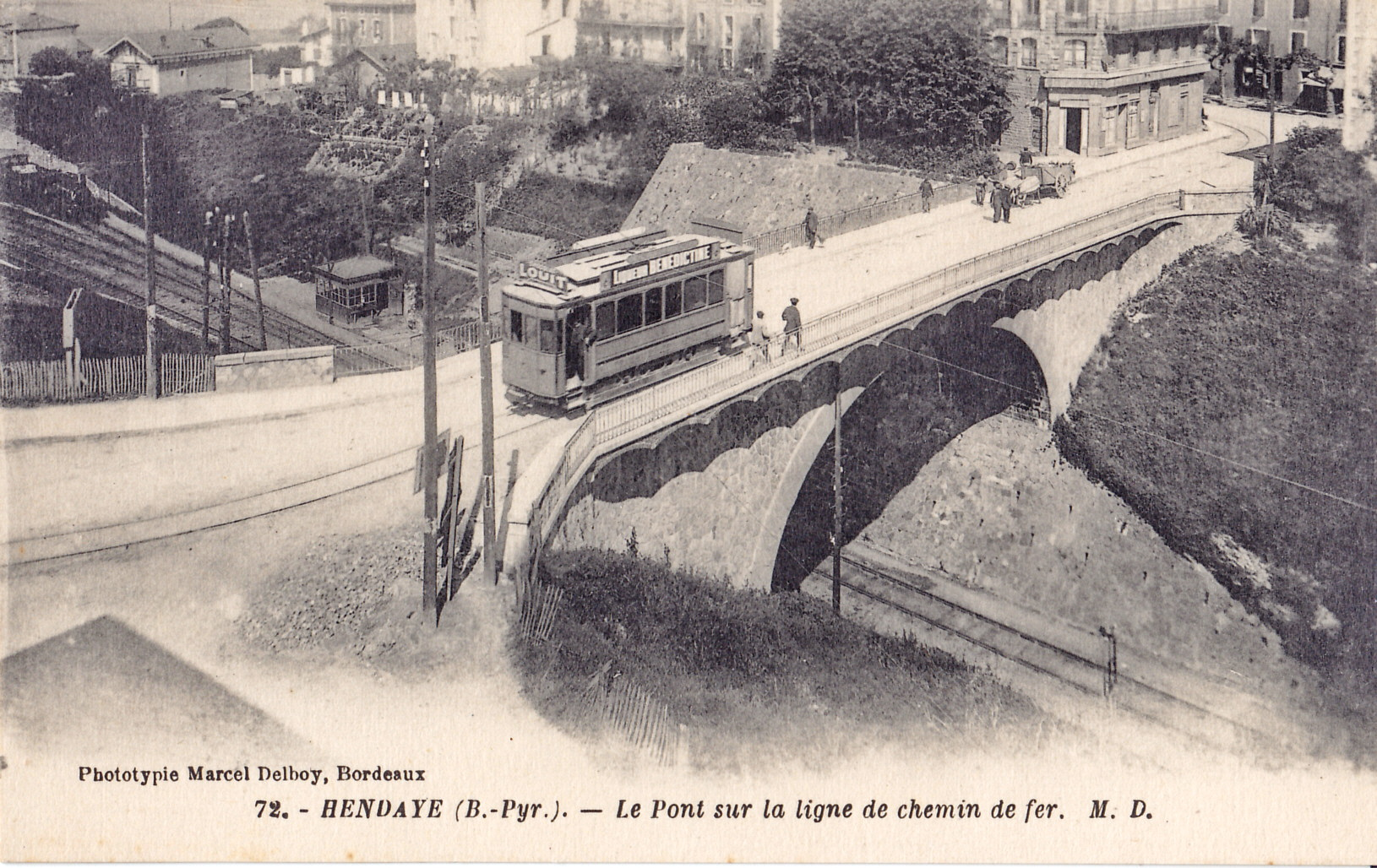
Le tramway d'Hendaye.
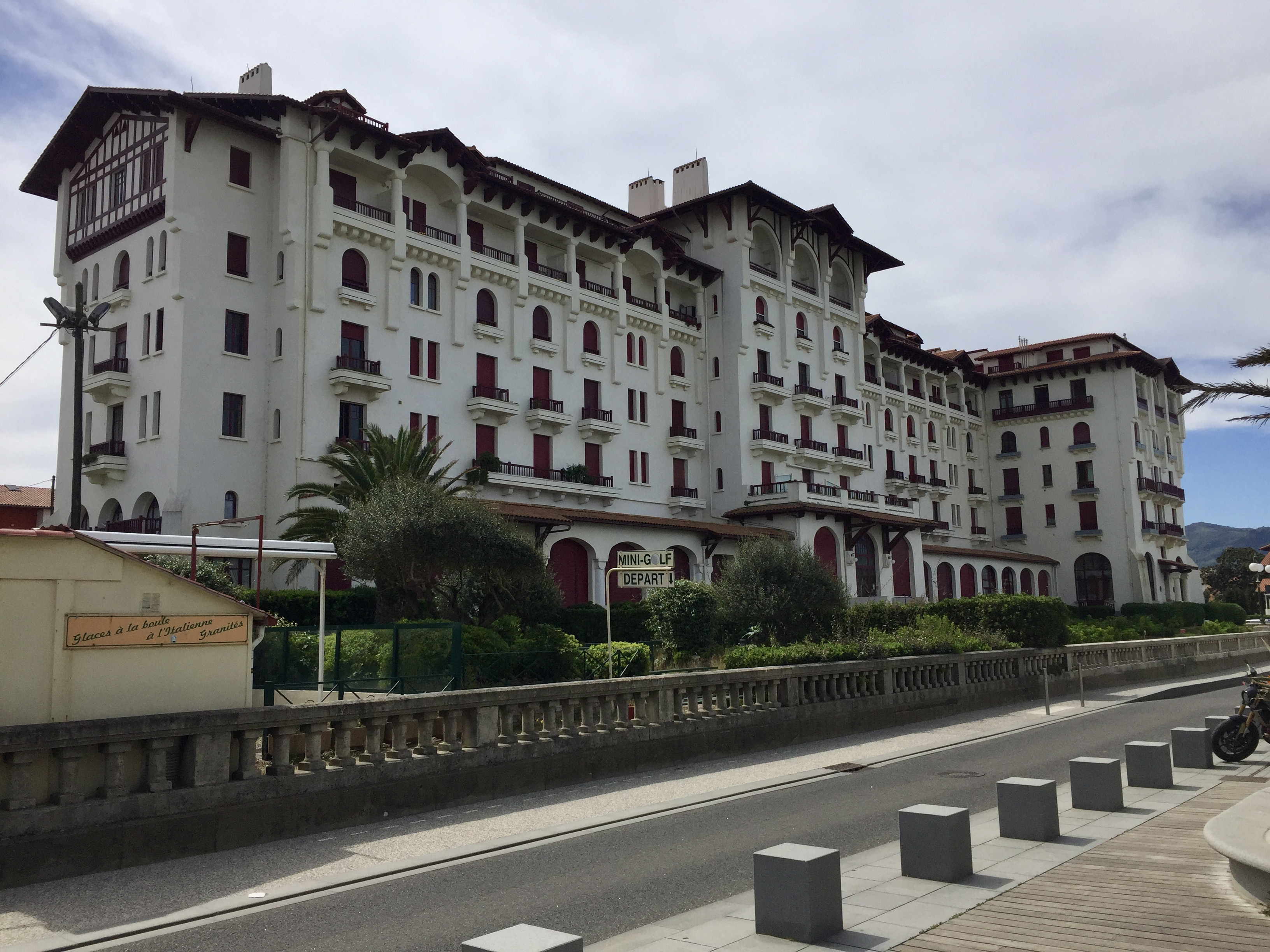
L’Eskualduna (côté océan).
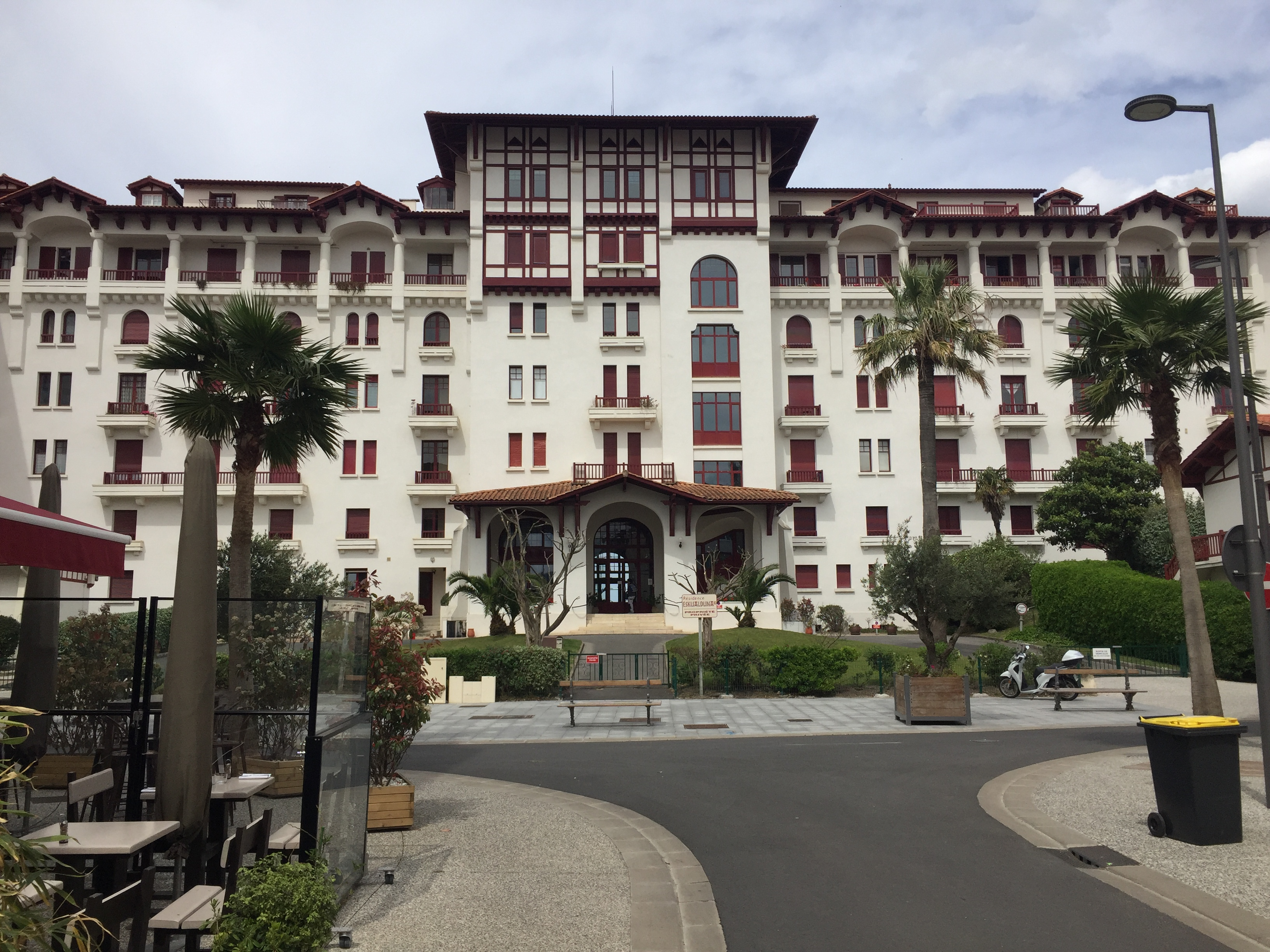
L’Eskualduna (côté ville).
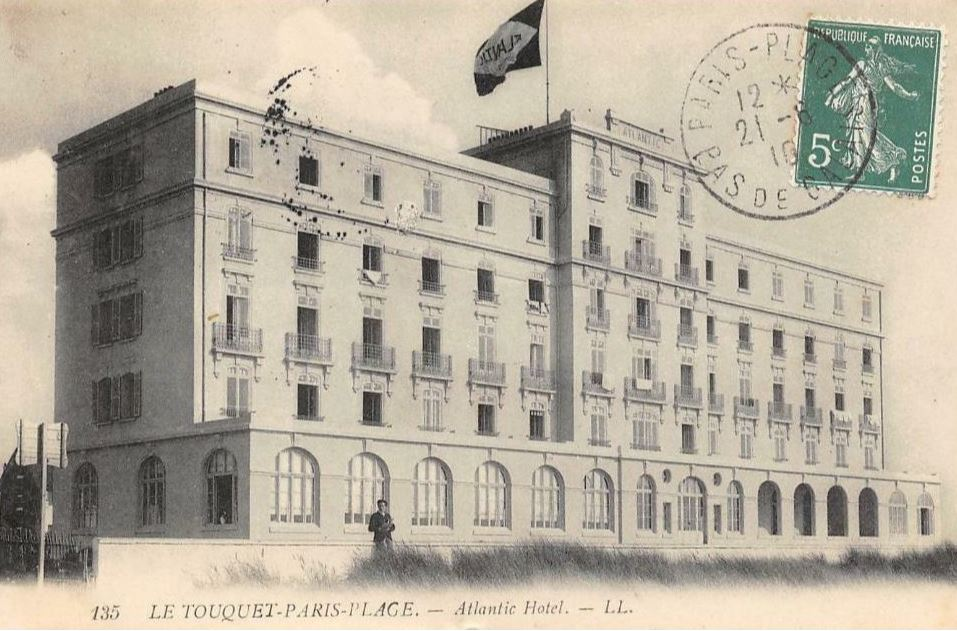
L'Atlantic Hôtel.
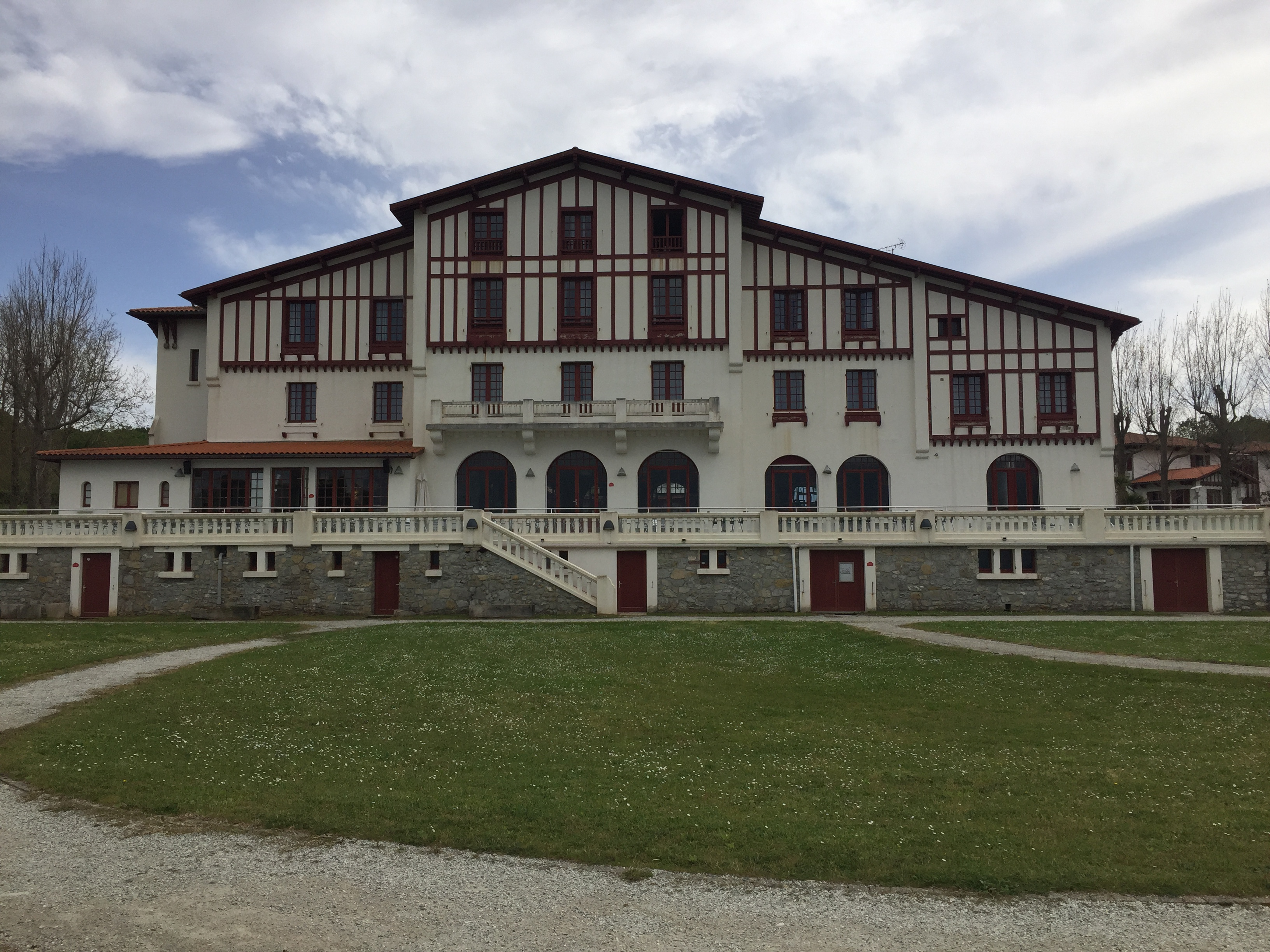
L'ancien hôtel Haizabia.
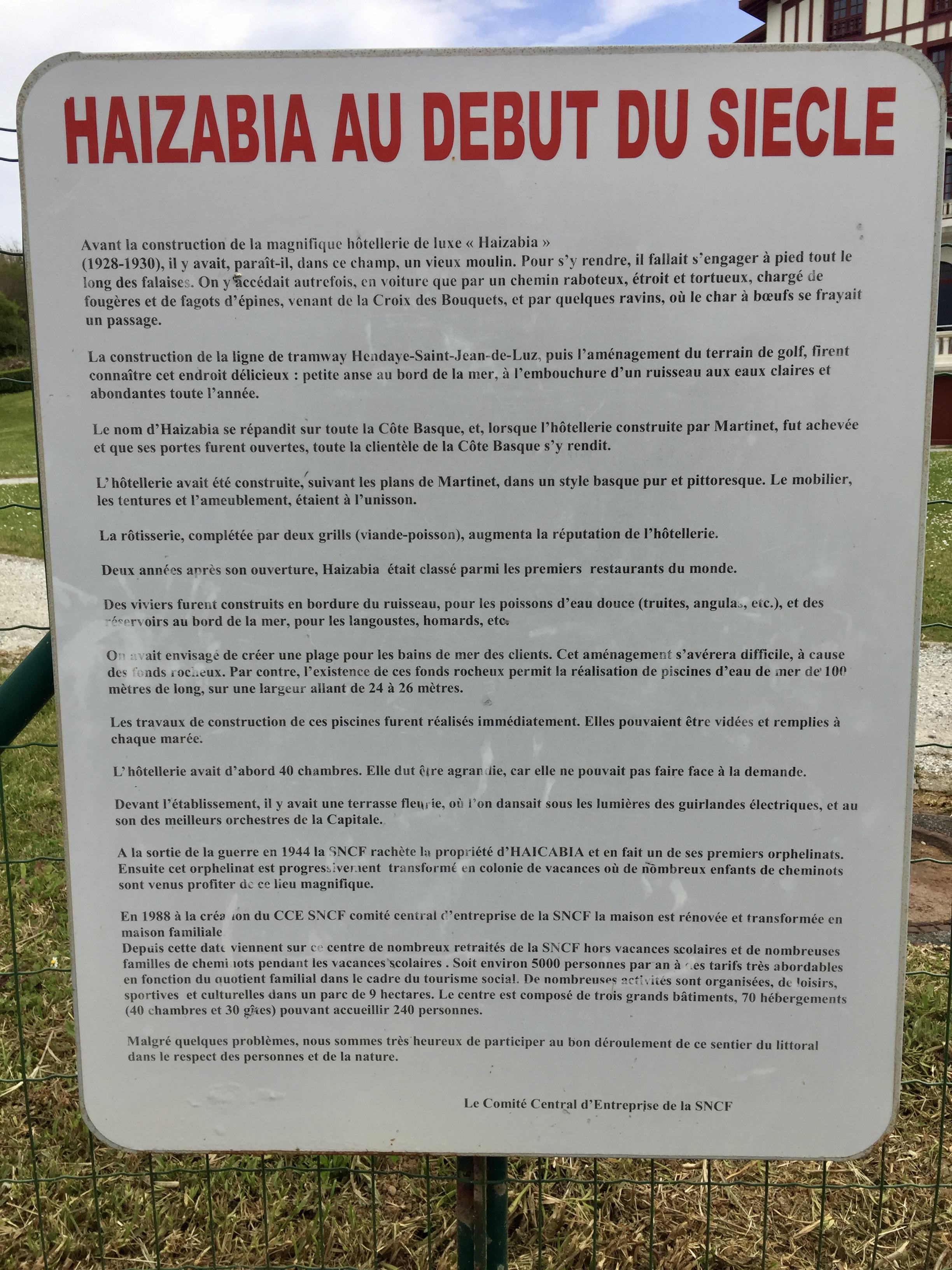
Histoire de l'ancien hôtel Haizabia.

## Récompenses
En 1886, Henry Martinet reçoit la médaille de vermeil du ministère de l'agriculture et est diplômé d'honneur, médaillé d'or, de vermeil et d'argent dans différentes expositions et concours.

## Hommage

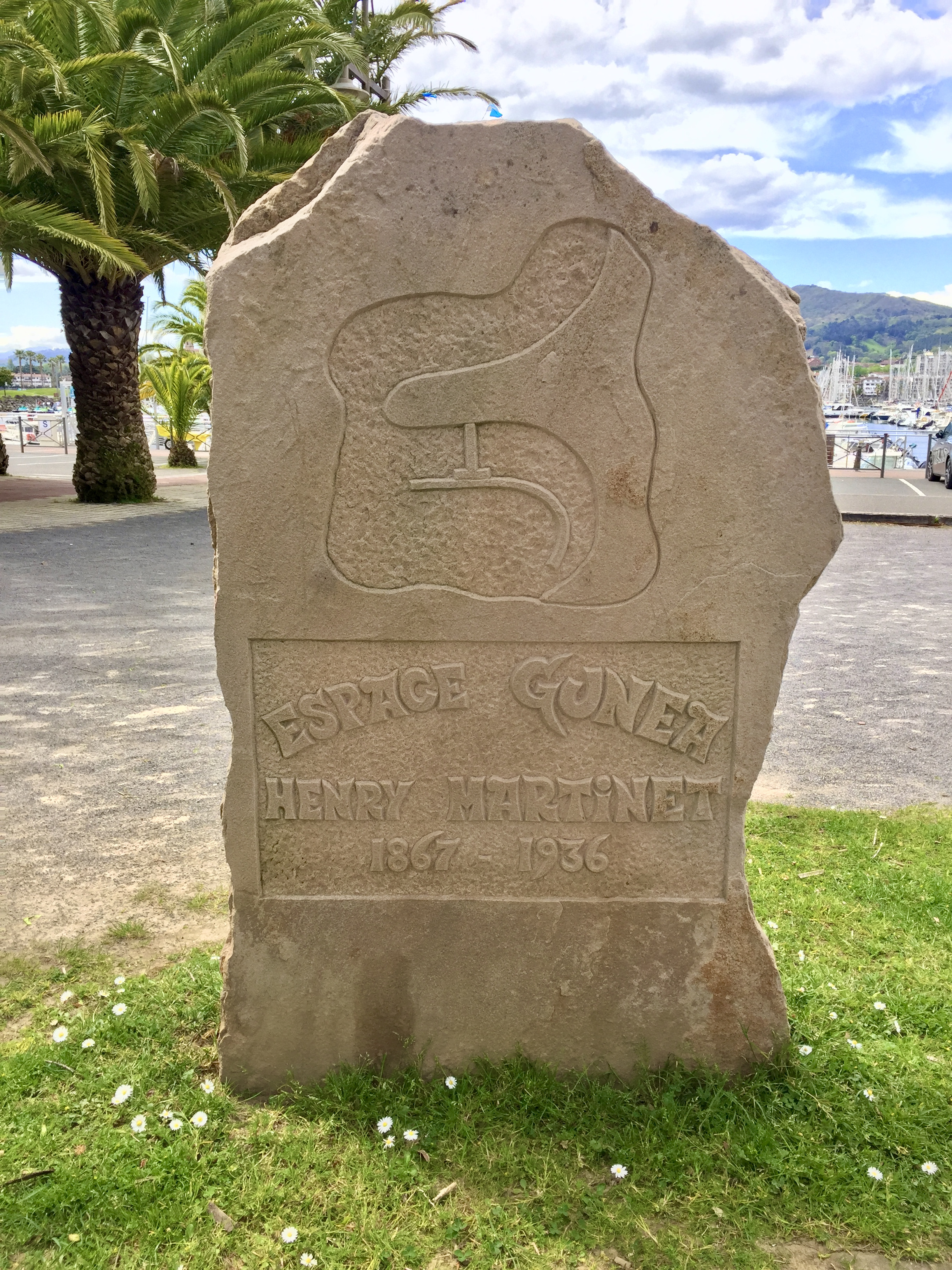
Stèle en hommage à Henry Martinet.

La commune d'Hendaye rend hommage à Henry Martinet en posant une stèle à son nom à la pointe de Sokoburu.

## Distinctions
Henry Martinet est nommé, en 1894, chevalier de l'ordre du Mérite agricole et promu officier, du même ordre en 1898, fait officier d'académie en 1895, commandeur de l'ordre de Saint-Stanislas de Russie en 1895, commandeur de l'ordre du mérite civil de Bulgarie en 1897 et commandeur de l'ordre de Sainte-Anne de Russie en 1899.
Il est nommé chevalier dans l'ordre national de la Légion d'honneur par décret du 20 mai 1900 puis promu officier, du même ordre, le 17 mai 1910.
Le 7 janvier 1935, il est condamné pénalement deux fois à la prison avec sursis par la cour d'appel de Paris, pour infraction à la loi sur les sociétés. En conséquence de ses condamnations, il est exclu de l'ordre national de la Légion d'honneur le 5 mai 1936.
Cette condamnation entraîne aussi l'interdiction de porter en France toute décoration française ou étrangère ressortissant à la Grande Chancellerie.

## Publications
Henry Martinet est propriétaire et rédacteur en chef de la revue Jardin qui paraît à partir de 1898 et fonde le Petit jardin illustré en 1893.

## Pour approfondir

### Ouvrage
- Édouard Lévêque, Histoire de Paris-Plage et du Touquet, Charles Delambre Paris-Plage et Montreuil, 1905, [lire en ligne]

1. ↑  p. 497.
2. ↑  p. 488